# Джузепе Фарина
Емилио Джузепе „Нино“ Фарина (на италиански: Emilio Giuseppe "Nino" Farina) е италиански състезател, шампион във Формула 1.
Роден е на 30 октомври 1906 в Торино; починал - 30 юни 1966 във Франция. Той остава в историята на автомобилните състезания с неговия много копиран стил на каране с изправена ръка и като първия шампион във Формула 1.
Племенник е на известния италиански автомобилен дизайнер Батиста Пининфарина.